# ناتاليا غوربانيفسكايا
ناتاليا إيفجينييفنا غوربانيفسكايا (26 ماي 1936 - 29 نوفمبر 2013) (الروسية: Ната́лья Евге́ньевна Горбане́вская) هي شاعرة روسية، ومترجمة للأدب البولندي وناشطة في مجال الحقوق المدنية.
في 25 أغسطس 1968، شاركت مع سبعة آخرين في مظاهرة الساحة الحمراء ضد الغزو السوفييتي لتشيكوسلوفاكيا. في عام 1970 حكمت محكمة سوفياتية على جوربانفسكايا بالسجن في مستشفى للأمراض النفسية. تم إطلاق سراحها من مستشفى كازان للطب النفسي الخاص في عام 1972، وهاجرت من الاتحاد السوفيتي في عام 1975، واستقرت في فرنسا. في عام 2005، أصبحت مواطنة بولندية.

## جوائز وتشريفات
في أكتوبر 2008، حصلت غوربانيفسكايا على جائزة ماري كوري. وفي العام نفسه، تم ترشيحها لجائزة (Angelus Award).
في 22 أكتوبر 2013، حصلت غوربانيفسكايا على ميدالية فخرية من جامعة كارلوفا لالتزامها الدائم بالنضال من أجل الديمقراطية والحرية وحقوق الإنسان.